# Astana Team 2009
Questa voce raccoglie le informazioni riguardanti l'Astana Team nelle competizioni ufficiali della stagione 2009.

## Stagione
La squadra ciclistica kazaka partecipò alle gare del Calendario mondiale UCI.

## Organico

### Staff tecnico
GM=General manager; DS=Direttore sportivo.
|  | Naz.                   | Ruolo | Sportivo         |  |  |  |
|  | ---------------------- | ----- | ---------------- |  |  |  |
|  | Belgio (bandiera)      | GM    | Johan Bruyneel   |  |  |  |
|  | Belgio (bandiera)      | DS    | Alain Gallopin   |  |  |  |
|  | Regno Unito (bandiera) | DS    | Sean Yates       |  |  |  |
|  | Russia (bandiera)      | DS    | Vjačeslav Ekimov |  |  |  |
|  | Kazakistan (bandiera)  | DS    | Aleksandr Šefer  |  |  |  |
|  | Belgio (bandiera)      | DS    | Dirk Demol       |  |  |  |

### Rosa
|  | Naz.                   |  | Sportivo            | Anno |  |  |
|  | ---------------------- |  | ------------------- | ---- |  |  |
|  | Stati Uniti (bandiera) |  | Lance Armstrong     | 1971 |  |  |
|  | Kazakistan (bandiera)  |  | Asan Bazaev         | 1981 |  |  |
|  | Slovenia (bandiera)    |  | Janez Brajkovič     | 1983 |  |  |
|  | Spagna (bandiera)      |  | Alberto Contador    | 1982 |  |  |
|  | Kazakistan (bandiera)  |  | Aleksandr D'jačenko | 1983 |  |  |
|  | Kazakistan (bandiera)  |  | Valerij Dmitriev    | 1984 |  |  |
|  | Spagna (bandiera)      |  | Jesús Hernández     | 1981 |  |  |
|  | Stati Uniti (bandiera) |  | Chris Horner        | 1971 |  |  |
|  | Kazakistan (bandiera)  |  | Maksim Iglinskij    | 1981 |  |  |
|  | Kazakistan (bandiera)  |  | Roman Kireev        | 1987 |  |  |
|  | Germania (bandiera)    |  | Andreas Klöden      | 1975 |  |  |
|  | Kazakistan (bandiera)  |  | Berik Kupešov       | 1987 |  |  |
|  | Stati Uniti (bandiera) |  | Levi Leipheimer     | 1973 |  |  |
|  | Svizzera (bandiera)    |  | Steve Morabito      | 1983 |  |  |
|  | Kazakistan (bandiera)  |  | Dmitrij Murav'ëv    | 1979 |  |  |
|  | Spagna (bandiera)      |  | Daniel Navarro      | 1983 |  |  |
|  | Spagna (bandiera)      |  | Benjamín Noval      | 1979 |  |  |
|  | Portogallo (bandiera)  |  | Sérgio Paulinho     | 1980 |  |  |
|  | Ucraina (bandiera)     |  | Jaroslav Popovyč    | 1980 |  |  |
|  | Kazakistan (bandiera)  |  | Bolat Rajymbekov    | 1986 |  |  |
|  | Svizzera (bandiera)    |  | Grégory Rast        | 1980 |  |  |
|  | Kazakistan (bandiera)  |  | Sergej Renëv        | 1985 |  |  |
|  | Spagna (bandiera)      |  | José Luis Rubiera   | 1973 |  |  |
|  | Svizzera (bandiera)    |  | Michael Schär       | 1986 |  |  |
|  | Lituania (bandiera)    |  | Tomas Vaitkus       | 1982 |  |  |
|  | Kazakistan (bandiera)  |  | Aleksandr Vinokurov | 1973 |  |  |
|  | Kazakistan (bandiera)  |  | Andrej Zejc         | 1986 |  |  |
|  | Spagna (bandiera)      |  | Haimar Zubeldia     | 1977 |  |  |

## Ciclomercato
| Lance Armstrong     | inattivo          |
| Aleksandr D'jačenko | Ulan              |
| Valerij Dmitriev    | Ulan              |
| Jesús Hernández     | inattivo          |
| Jaroslav Popovyč    | Silence-Lotto     |
| Bolat Rajymbekov    | Ulan              |
| Sergej Renëv        | Ulan              |
| Aleksandr Vinokurov | sospeso           |
| Haimar Zubeldia     | Euskaltel-Euskadi |

| Antonio Colom    | Katusha                      |
| Thomas Frei      | BMC                          |
| Vladimir Gusev   | -                            |
| René Haselbacher | Team Vorarlberg              |
| Sergej Ivanov    | Katusha                      |
| Sergej Jakovlev  | fine carriera                |
| Benoît Joachim   | Team Differdange             |
| Aaron Kemps      | Rock Racing                  |
| Koen de Kort     | Skil-Shimano                 |
| Andrej Mizurov   | Tabriz Petrochemical Cycling |

## Palmarès

### Corse a tappe
- Tour de France

4ª tappa (Cronosquadre)
15ª tappa (Alberto Contador)
18ª tappa (Alberto Contador)
Classifica generale (Alberto Contador)
- Paris-Nice

1ª tappa (Alberto Contador)
6ª tappa (Alberto Contador)
- Volta ao Algarve

4ª tappa (Alberto Contador)
Classifica generale (Alberto Contador)
- Vuelta al País Vasco

3ª tappa (Alberto Contador)
6ª tappa (Alberto Contador)
Classifica generale (Alberto Contador)
- Giro del Trentino

1ª tappa (Andreas Klöden)
- Tour de Romandie

Classifica sprint (Grégory Rast)
- Tirreno-Adriatico

5ª tappa (Andreas Klöden)
- Sea Otter Classic

2ª tappa (Levi Leipheimer)
- Tour of California

6ª tappa (Levi Leipheimer)
Classifica generale (Levi Leipheimer)
- Tour of the Gila

1ª tappa (Levi Leipheimer)
3ª tappa (Levi Leipheimer)
Classifica generale (Levi Leipheimer)
- Vuelta a Castilla y León

2ª tappa (Levi Leipheimer)
Classifica generale (Levi Leipheimer)
- Tour de Luxembourg

Prologo (Grégory Rast)

### Corse in linea
- Nevada City Classic (Lance Armstrong)
- Amstel Curaçao Race (Alberto Contador)
- Clásica Cancún (Alberto Contador)
- Chrono des Herbiers (Aleksandr Vinokurov)

### Campionati nazionali
- Campionati sloveni

In linea (Janez Brajkovič)
- Campionati spagnoli

Cronometro (Alberto Contador)

## Classifiche UCI

### Calendario mondiale UCI
Individuale
Piazzamenti dei corridori dell'Astana Team nella classifica individuale del Calendario mondiale UCI 2009.
| Pos. | Ciclista            | Punti |
| ---- | ------------------- | ----- |
| 1    | Alberto Contador    | 527   |
| 13   | Andreas Klöden      | 232   |
| 31   | Lance Armstrong     | 150   |
| 44   | Haimar Zubeldia     | 112   |
| 63   | Levi Leipheimer     | 79    |
| 104  | Aleksandr Vinokurov | 32    |
| 110  | Aleksandr D'jačenko | 30    |
| 121  | Daniel Navarro      | 22    |
| 139  | Jaroslav Popovyč    | 16    |
| 143  | Maksim Iglinskij    | 15    |
| 176  | Janez Brajkovič     | 8     |
| 207  | Jesus Hernández     | 4     |
| 229  | Asan Bazaev         | 2     |
| 236  | Grégory Rast        | 2     |

Squadra
L'Astana Team chiuse in prima posizione con 1100 punti.